# René Novotný
René Novotný (* 10. června 1963 Brno) je český místní politik a bývalý krasobruslař závodící ve sportovních dvojicích, od roku 2014 zastupitel města Brna, v letech 2014 až 2018 starosta městské části Brno-Židenice, člen hnutí ANO 2011.

## Sportovní kariéra
Se sportovní partnerkou Lenkou Knapovou startoval na ZOH 1988, kde závod nedokončili. Společně s Radkou Kovaříkovou se zúčastnil ZOH 1992, kde se dvojice umístila na čtvrtém místě, a ZOH 1994 (6. místo). Od roku 1983 startoval také na světových a evropských šampionátech, na kterých s Kovaříkovou získali tři medaile, včetně titulu mistrů světa v roce 1995. V letech 1995 a 1997 se rovněž stali profesionálními mistry světa.

## Osobní život
V letech 1996–2010 byl ženatý se svou sportovní partnerkou Radkou Kovaříkovou. Později (před rokem 2017) se podruhé oženil, jeho manželkou je soudkyně Městského soudu v Brně Soňa Novotná.

## Politická angažovanost
Od května do listopadu 2013 byl místopředsedou hnutí Pro sport a zdraví.
V komunálních volbách v roce 2014 byl zvolen jako člen hnutí ANO 2011 do Zastupitelstva města Brna. Stal se také zastupitelem městské části Brno-Židenice, když úspěšně vedl tamní kandidátku ANO. Na ustavujícím jednání zastupitelstva 5. listopadu 2014 byl zvolen starostou MČ Brno-Židenice.
V komunálních volbách v roce 2018 obhájil mandát zastupitele města Brna. Stejně tak obhájil post zastupitele městské části Brno-Židenice, kde byl lídrem tamní kandidátky ANO. Ve funkci starosty městské části Brno-Židenice jej však v listopadu 2018 vystřídal spolustraník Aleš Mrázek, zatímco on sám se stal radním městské části. V roce 2019 jej opozice vyzvala, aby se vzdal zastupitelského mandátu. Vytýkala mu, že ještě jako starosta pomáhal developerovi, od něhož získala byt jeho manželka. Novotný výtky odmítl.
Ve volbách do Poslanecké sněmovny PČR v roce 2021 měl kandidovat jako člen ANO na 20. místě kandidátky hnutí v Jihomoravském kraji. Několik dní před volbami jej však hnutí samo z kandidátky stáhlo. Novotný totiž nechal po Brně vylepit billboardy se svou osobou, aniž by uvedl, že souvisejí s volbami a jeho kandidaturou. Podle jeho vyjádření billboardy s politikou a nadcházejícími volbami nesouvisely, nicméně záležitost prošetřoval i Úřad pro dohled nad hospodařením politických stran a politických hnutí. Novotný se svojí žalobou proti vyřazení z kandidátky neuspěl.
V komunálních volbách v roce 2022 obhájil za ANO mandát zastupitele města Brna a byl i lídrem kandidátky v městské části Brno-Židenice, kde rovněž uspěl.

## Sportovní úspěchy
- 1990 Mistrovství Evropy, Petrohrad (Sovětský svaz), sportovní dvojice, 6. místo
- 1990 Mistrovství světa, Halifax (Kanada), sportovní dvojice, 8. místo
- 1991 Mistrovství Evropy, Sofie (Bulharsko), sportovní dvojice, 4. místo
- 1992 ZOH 1992, Albertville (Francie), sportovní dvojice, 4. místo
- 1992 Mistrovství Evropy, Lausanne (Švýcarsko), sportovní dvojice, 4. místo
- 1992 Mistrovství světa, Oakland (USA), sportovní dvojice, 2. místo
- 1993 Mistrovství světa, Praha, sportovní dvojice, 4. místo
- 1993 Mistrovství Evropy, Helsinky (Finsko), sportovní dvojice, 4. místo
- 1994 Mistrovství Evropy, Kodaň (Dánsko), sportovní dvojice, 4. místo
- 1994 ZOH 1994, Lillehammer (Norsko), sportovní dvojice, 6. místo
- 1994 Mistrovství světa, Čiba (Japonsko), sportovní dvojice, 5. místo
- 1995 Mistrovství Evropy, Dortmund (Německo), sportovní dvojice, 2. místo
- 1995 Mistrovství světa, Birmingham (Anglie), sportovní dvojice, 1. místo
- 1995 Mistr světa (profesionální)
- 1997 Mistr světa (profesionální)